# TRAPPIST-1
TRAPPIST-1 (oznaczenie 2MASS: J23062928-0502285) – bardzo chłodny czerwony karzeł (typ widmowy M8V) znajdujący się 39 lat świetlnych (około 12 parseków) od Ziemi w gwiazdozbiorze Wodnika.

## Odkrycie planet

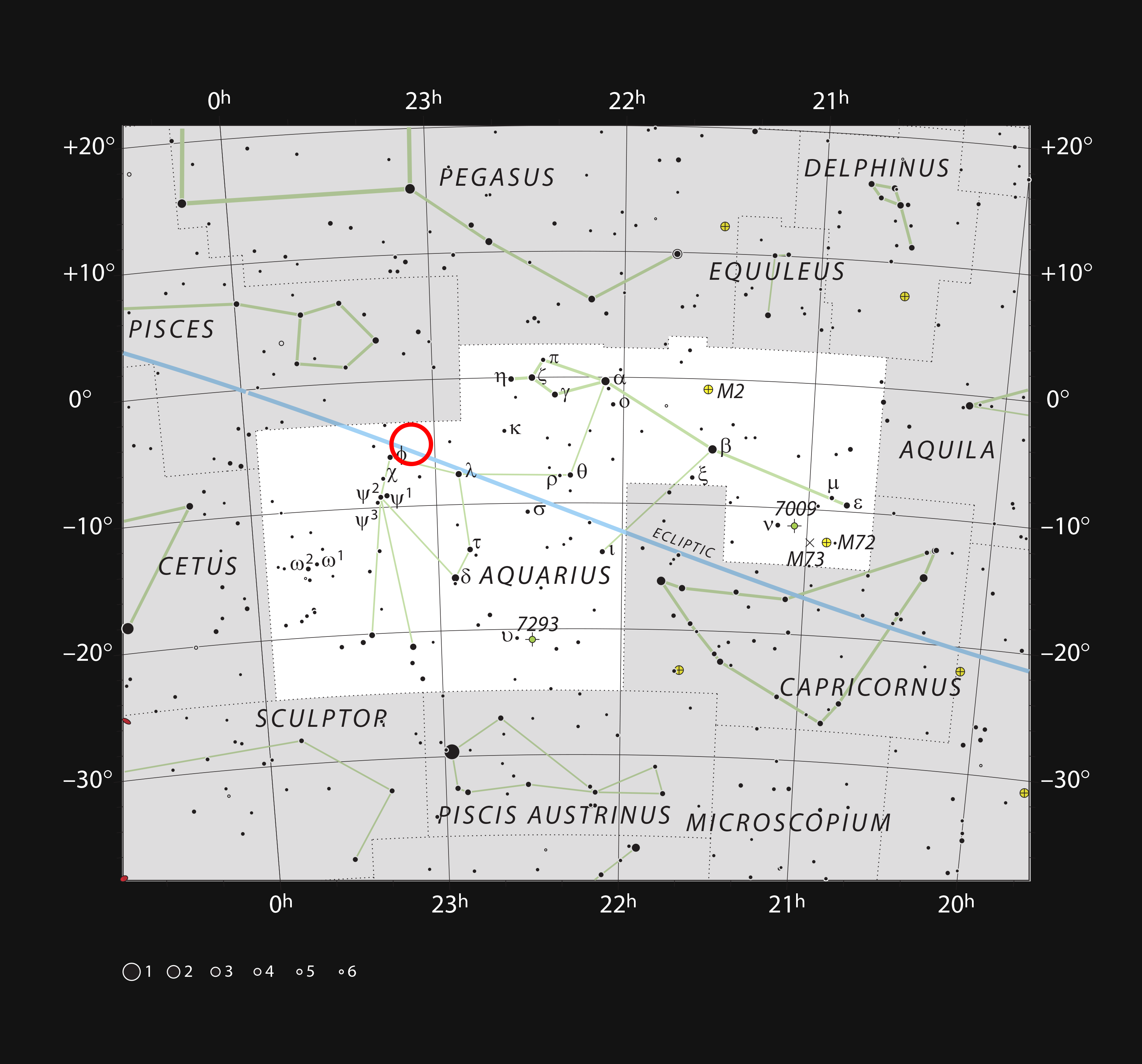
Położenie TRAPPIST-1 (zaznaczone na czerwono) w gwiazdozbiorze Wodnika

W maju 2015 roku zespół astronomów pod kierownictwem Michaëla Gillona z Uniwersytetu w Liège odkrył trzy planety typu ziemskiego, krążące wokół gwiazdy, z których najodleglejsza mogła potencjalnie znajdować się w granicach ekosfery systemu. Do obserwacji użyto teleskopu TRAPPIST (Transiting Planets and Planetesimals Small Telescope) w obserwatorium La Silla na pustyni Atakama w Chile. Zespół prowadził obserwacje od września do grudnia 2015 roku. Rezultaty badań opublikował na łamach czasopisma „Nature” w maju 2016 roku.
22 lutego 2017 roku międzynarodowy zespół astronomów (m.in. z NASA i Europejskiego Obserwatorium Południowego) ogłosił odkrycie kolejnych czterech skalistych egzoplanet krążących wokół TRAPPIST-1. Orbity co najmniej trzech z nich znajdują się w ekosferze gwiazdy i nie wyklucza się, że wszystkie mogą utrzymywać wodę w stanie ciekłym. Do obserwacji użyto przede wszystkim teleskopu TRAPPIST-South w obserwatorium La Silla, szerokokątnej kamery na podczerwień HAWK-I zainstalowanej na jednym z teleskopów VLT (Obserwatorium Paranal) oraz Teleskopu Kosmicznego Spitzera (a także szeregu innych instalacji naziemnych: TRAPPIST-North w Maroku, 3,8-metrowego UKIRT na Hawajach, Teleskopu Williama Herschela w La Palma na Wyspach Kanaryjskich oraz SAAO w Republice Południowej Afryki).
Planety były oznaczane w kolejności, w jakiej zostały odkryte. Pierwsze z odkrytych planet zostały oznaczone literami od „b” do „d” (kolejne litery oznaczają większy okres orbitalny), natomiast druga grupa obiektów została oznaczona literami od „e” do „h”.
Z okazji tego odkrycia Nate Swinehart zaprojektował Google Doodle, które było wyświetlane w dniu 23 lutego 2017.

## Gwiazda
Gwiazda została odkryta w 1999 roku w ramach projektu Two Micron All-Sky Survey i została oznaczona w katalogu pod numerem "2MASS J23062928-0502285". Parametry liczbowe oznaczają rektascensję oraz deklinację gwiazdy, natomiast litera "J" oznacza Epokę Juliańską.
TRAPPIST-1 ma około 8% masy Słońca, jego średnica to około 12% średnicy Słońca, przy temperaturze około 2560 K. Powstał minimum 500 milionów lat temu. Karzeł charakteryzuje się stosunkowo wysoką metalicznością, przy zawartości żelaza ([Fe/H]) równej 0,04, co stanowi 109% wartości dla Słońca.
Dzięki niskiej jasności czas życia tego karła może wynosić ok. 12 bilionów lat – to oznacza, że TRAPPIST-1 pozostanie gwiazdą ciągu głównego, w czasie gdy Wszechświat będzie znacznie chłodniejszy niż obecnie, a zapasy gazu potrzebnego do tworzenia nowych gwiazd zostaną wyczerpane.

## System planetarny
| Planeta | Masa planety (M🜨) | Półoś wielka (au)     | Okres obiegu (dni)      | Ekscentryczność | Inklinacja      | Promień (R🜨)  |
| ------- | ----------------- | --------------------- | ----------------------- | --------------- | --------------- | ------------- |
| b       | 0,85 ± 0,72       | 0,0111 ± 0,0003       | 1,51087081 ± 0,00000060 | < 0,081         | 89,65 ± 0,25°   | 1,086 ± 0,035 |
| c       | 1,38 ± 0,61       | 0,0152 ± 0,0005       | 2,4218233 ± 0,0000017   | < 0,083         | 89,67 ± 0,17°   | 1,056 ± 0,035 |
| d       | 0,41 ± 0,27       | 0,0214 +0,0007−0,0006 | 4,049610 ± 0,000063     | < 0,070         | 89,75 ± 0,16°   | 0,772 ± 0,030 |
| e       | 0,62 ± 0,58       | 0,0282 +0,0008−0,0009 | 6,099615 ± 0,000011     | < 0,085         | 89,86 ± 0,11°   | 0,918 ± 0,039 |
| f       | 0,68 ± 0,18       | 0,0371 ± 0,0011       | 9,206690 ± 0,000015     | < 0,063         | 89,680 ± 0,034° | 1,045 ± 0,038 |
| g       | 1,34 ± 0,88       | 0,0451 ± 0,0014       | 12,35294 ± 0,00012      | < 0,061         | 89,710 ± 0,025° | 1,127 ± 0,041 |
| h       | nieznana          | 0,063 +0,027−0,013    | 20 +15−6                | nieznana        | 89,80 ± 0,07°   | 0,755 ± 0,034 |

## Galeria

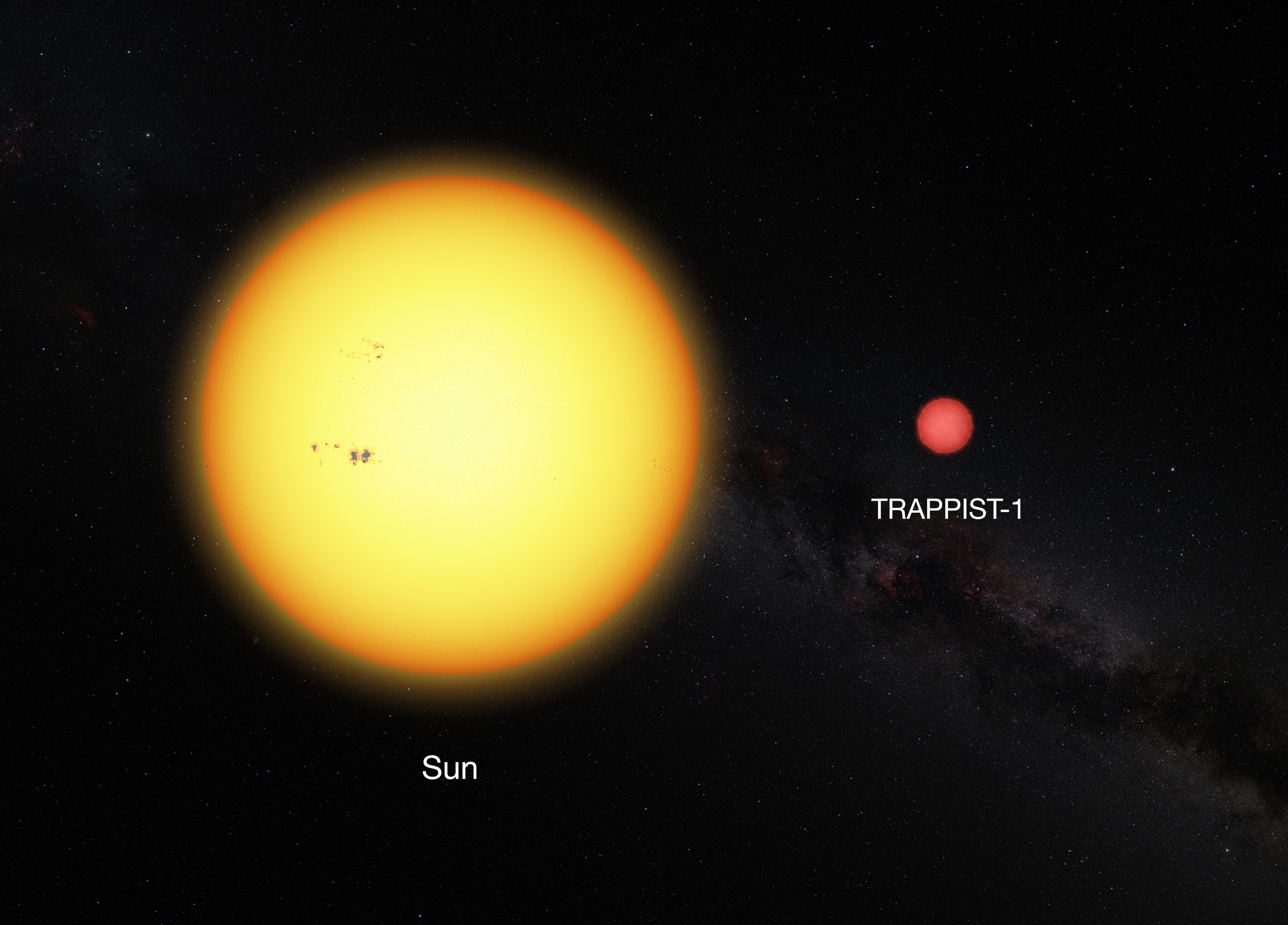
Porównanie TRAPPIST-1 oraz Słońca – średnica czerwonego karła to zaledwie 11% średnicy Słońca.
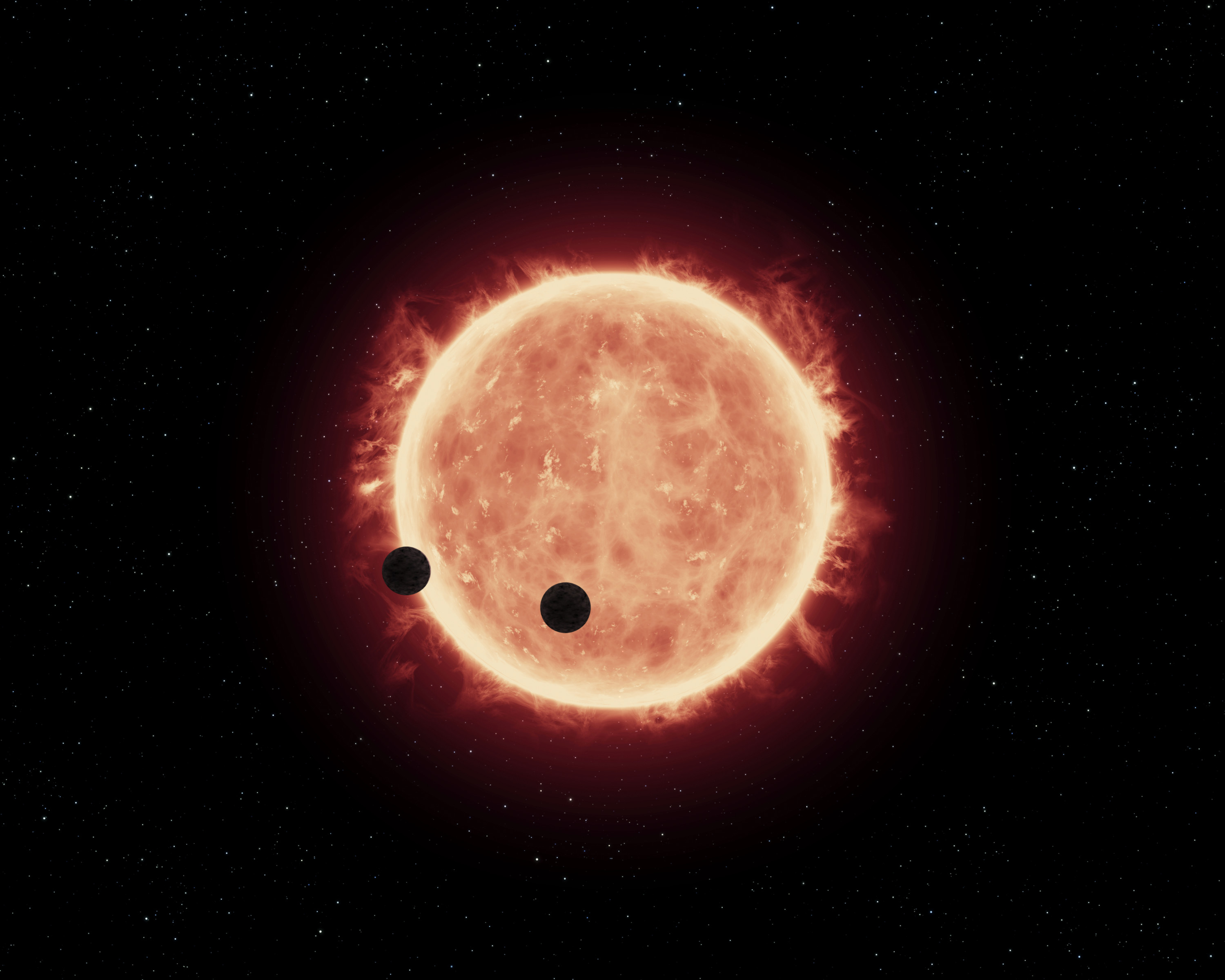
Tranzyt planet na tle TRAPPIST-1 (wizja artysty)
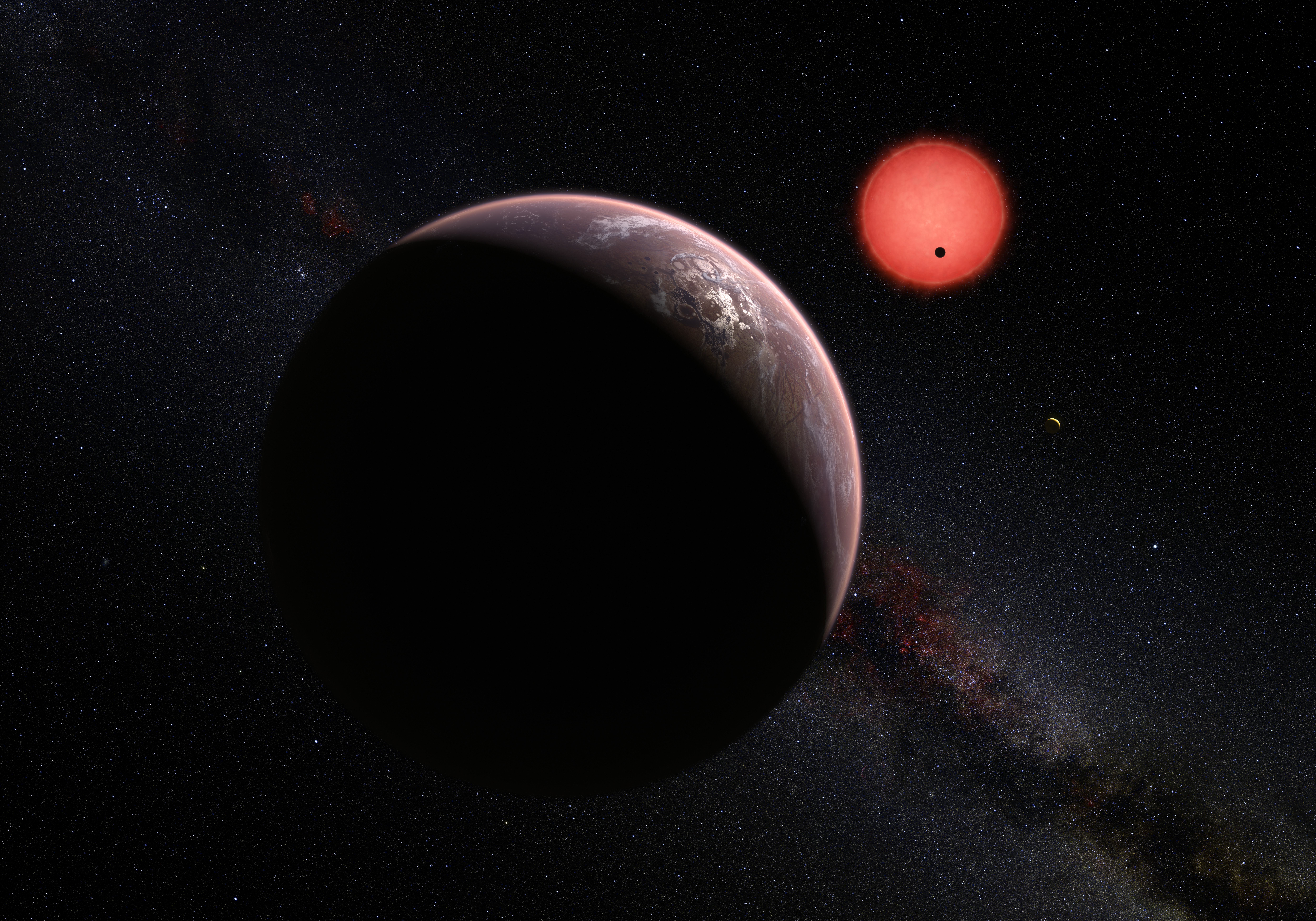
Trzy planety wokół TRAPPIST-1 (wizja artysty)
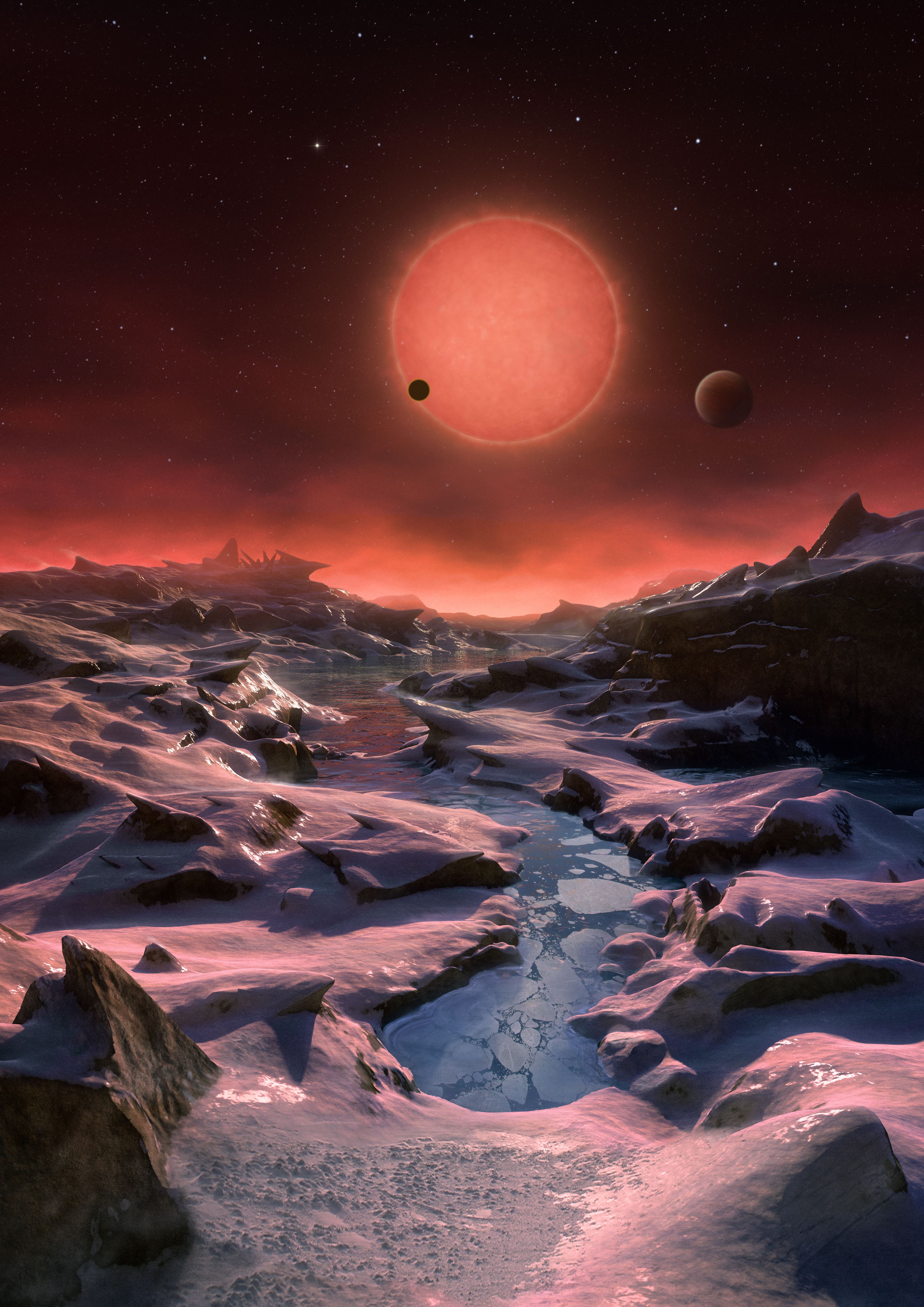
Widok z planety TRAPPIST-1c (wizja artysty)
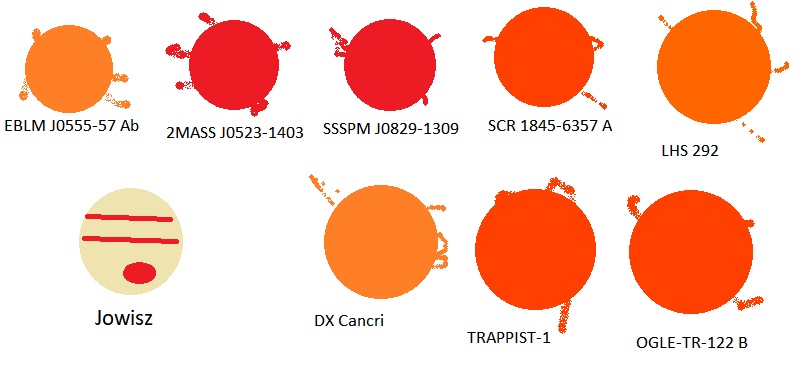
Porównanie rozmiarów najmniejszych gwiazd, Jowisza i Saturna

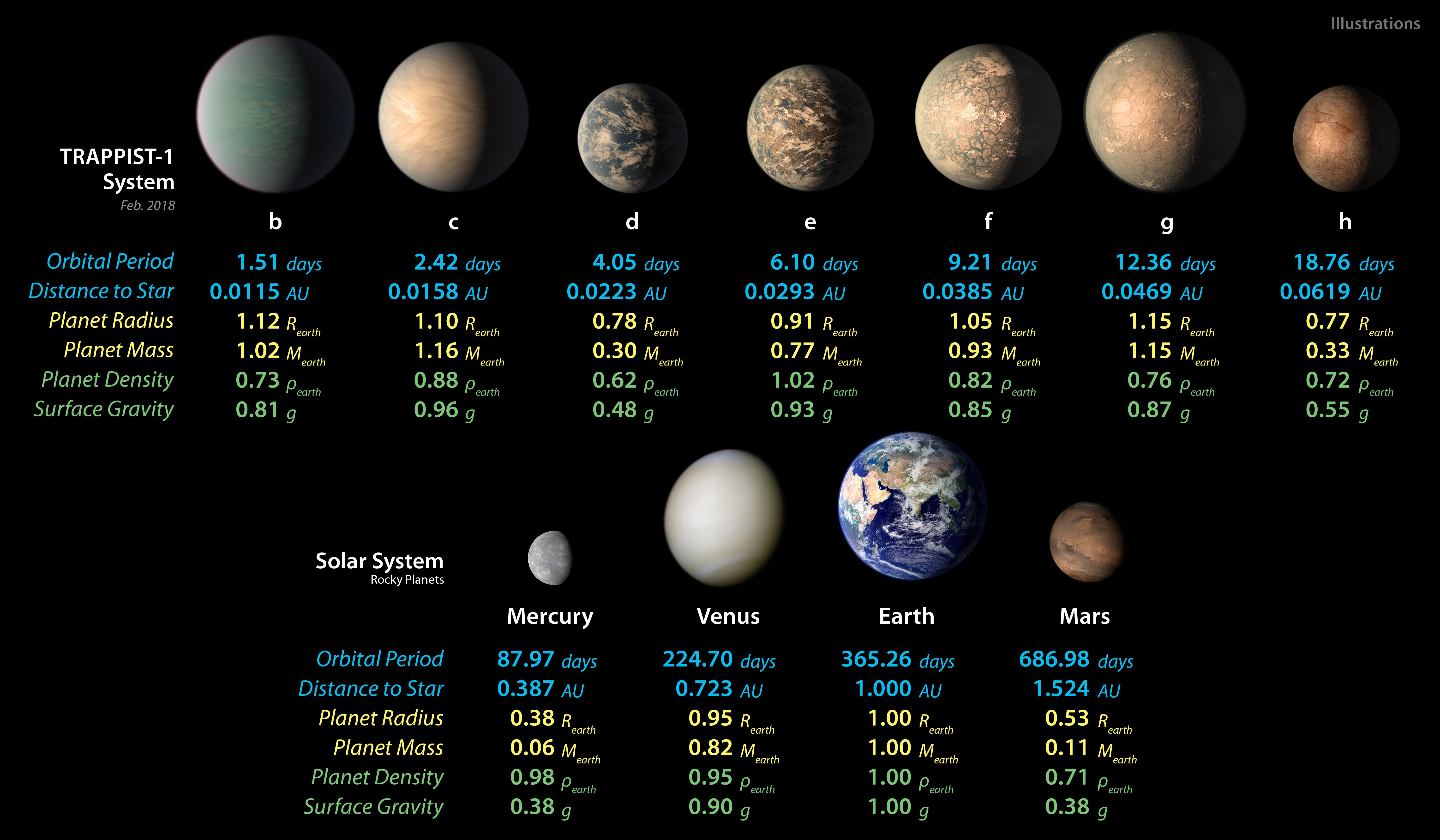
TRAPPIST-1 – charakterystyki planet i porównanie z planetami grupy ziemskiej Układu Słonecznego.
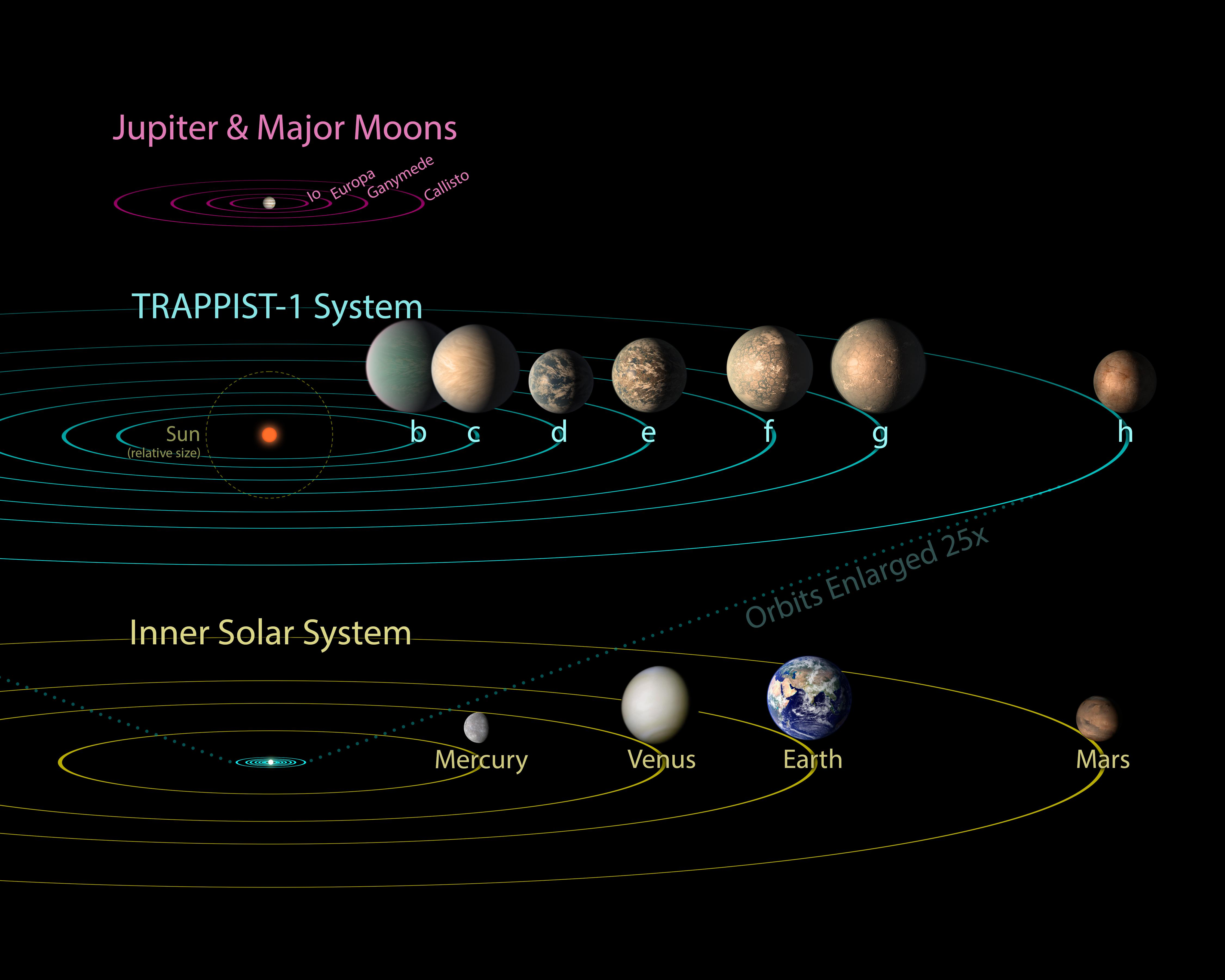
Porównanie układu księżyców Jowisza, układu TRAPPIST-1 i Układu Słonecznego; orbita każdej z siedmiu planet zmieściłaby się we wnętrzu orbity Merkurego.

Wykres przedstawiający spadki jasności  gwiazdy TRAPPIST-1 w przeciągu 20 dni (przełom września i października 2016; Kosmiczny Teleskop Spitzera i inne), które nastąpiły w wyniku tranzytu siedmiu planet na jej tle (planety oznaczone w dolnej części grafiki.)
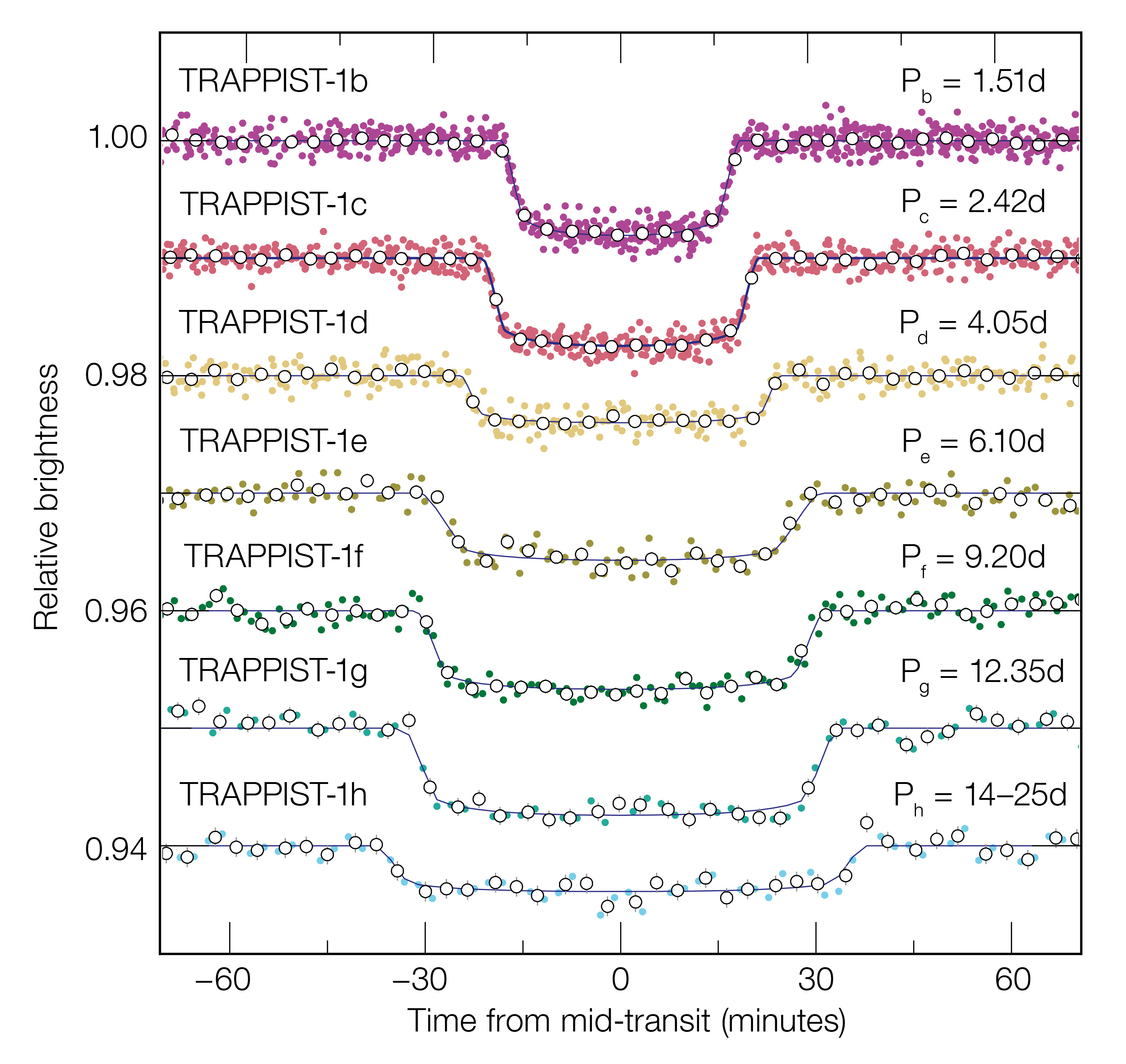
Spadki jasności TRAPPIST-1 spowodowane przez siedem planet; większe planety powodują większe spadki jasności, natomiast planety krążące w dużej odległości powodują, iż spadki jasności trwają dłużej (Kosmiczny Teleskop Spitzera).

### Filmy
- film (00:44) – artystyczna wizja podróży z Ziemi do TRAPPIST-1.
- film (00:22) – artystyczna wizja widoku z powierzchni jednej z planet krążącej wokół TRAPPIST-1.